# Jiří Svoboda (režisér)
Jiří Svoboda (* 5. května 1945 Kladno) je český režisér a scenárista, po sametové revoluci československý poslanec Sněmovny národů a Sněmovny lidu Federálního shromáždění a předseda KSČM.

## Život
Roku 1963 byl přijat na divadelní režii DAMU, ale vzhledem ke spoluautorství dopisu kritizujícího nedostatek svobody slova posléze vyloučen. Pracoval jako řidič, později (1964–1966) jako skladník OPBH.
Vystudoval režii na FAMU (1966–1971) v Praze, pracoval ve scenáristickém oddělení Filmového studia Barrandov. Jeho prvním dlouhometrážním hraným filmem bylo Zrcadlo pro Kristýnu (1975). Roku 1983 zfilmoval novelu V. Körnera Zánik samoty Berhof z období druhé světové války. Z roku 1985 je film z prostředí neurochirurgické kliniky Skalpel, prosím podle románu V. Stýblové. O kauze tzv. Orlických vražd natočil film Sametoví vrazi (2005). V divadle Ungelt inscenoval hru Picasso s Vilmou Cibulkovou a Milanem Kňažkem v hlavních rolích.
Od roku 1975 do 1989 byl členem KSČ, poté až do června 1993 členem KSČM. I. sjezd KSČM v říjnu 1990 ho zvolil předsedou strany. Jeho volba měla vyjádřit posun komunistické strany k reformám a oslovit širší voličskou veřejnost.
Ve volbách roku 1990 zasedl do české části Sněmovny národů Federálního shromáždění ČSFR (volební obvod Praha) za KSČ (KSČS), která v té době byla volným svazkem obou republikových komunistických stran. Po jejím postupném rozvolňování se rozpadla na samostatnou stranu na Slovensku a v českých zemích. V roce 1991 proto Svoboda přešel do poslaneckého klubu KSČM. Ve volbách roku 1992 přešel do Sněmovny lidu, kam byl zvolen za KSČM, respektive za koalici Levý blok, kam KSČM přistoupila. Ve Federálním shromáždění setrval do zániku Československa v prosinci 1992. Po volbách roku 1992 byl až do zániku ČSFR členem předsednictva Federálního shromáždění.
5. prosince 1992 byl pravděpodobně v souvislosti se svou politickou činností napaden neznámým maskovaným atentátníkem. Krátce poté ho II. sjezd KSČM znovu zvolil předsedou (Svoboda nebyl sjezdu v důsledku zranění po útoku přítomen). V této době ale uvnitř strany zesilovaly spory mezi konzervativním a reformním křídlem. Svoboda coby reformista navrhoval výrazné změny v programu strany, včetně změny jejího názvu (navrhoval varianty pojmenování Strana demokratického socialismu, Strana radikální levice nebo Strana demokratické levice). Konzervativní skupina ale tyto záměry odmítala. Do KSČM znovu vstoupil Miroslav Štěpán a konzervativci založili počátkem roku 1993 platformu Za socialismus. Svoboda na tyto aktivity reagoval materiálem Strana na rozcestí, v němž konstatoval, že slovo komunistická je zdiskreditováno a pokračující příklon ke komunistické ideologii může ztížit v budoucnu vytvoření levicové vlády v České republice. Měření sil mezi oběma názorovými tábory mělo vyvrcholit v červnu 1993, kdy se konal v Prostějově III. sjezd KSČM. Krátce předtím proběhla v KSČM anketa o změně názvu, v níž převládli stoupenci zachování stávajícího jména. Svoboda proto ještě před sjezdem rezignoval na předsednickou funkci. Vzhledem k rozporům s částí členské základny rezignoval v červnu 1993 na členství v KSČM.
V senátních volbách 1996 neúspěšně kandidoval na Praze 2 jako nestraník za SDL.
V letech 1999 až 2003 přednášel na FAMU, profesorem pro obor Filmové, televizní a fotografické umění a nová média – režie byl jmenován 17. května 2000. Ve veřejné a mediální sféře se vyjadřuje k historickým a politickým otázkám. Hlásí se k ateismu. Od roku 2006 do roku 2011 působil na Univerzitě Jana Amose Komenského, od roku 2011 působí jako profesor na Vysoké škole finanční a správní, kde přednáší Vývoj médií a Tvorbu multimediálních prezentací.

## Výběr z filmografie

### Scénář
- 1974 – Motiv pro vraždu

### Režie
- 1974 – Motiv pro vraždu (2. povídka: Rukojmí)
- 1975 – Zrcadlo pro Kristýnu
- 1980 – Dívka s mušlí
- 1981 – Řetěz
- 1982 – Schůzka se stíny
- 1983 – Oblouk světla – pro TV, dvoudílný o vynálezci F. Křižíkovi
- 1983 – Zánik samoty Berhof
- 1985 – Skalpel, prosím
- 1986 – Papilio
- 1987 – Svět nic neví
- 1988 – Prokletí domu Hajnů
- 1990 – Jen o rodinných záležitostech
- 1995 – Co Hedvika neřekla – pro TV
- 2002 – Udělení milosti se zamítá – pro TV
- 2005 – Sametoví vrazi
- 2005 – Rána z milosti – pro ČT
- 2005 – Jasnovidec – TV film
- 2007 – Boží duha – pro ČT dle novely Jaroslava Durycha
- 2010 – Domina – TV film pro ČT
- 2014 – Poslední cyklista
- 2015 – Jan Hus
- 2017 – Zádušní oběť – TV film pro ČT